# Trichius sexualis
Trichius sexualis – gatunek chrząszcza z rodziny poświętnikowatych i podrodziny kruszczycowatych.

## Występowanie
Europa. Gatunek został wykazany z Albanii, Austrii, Bośni i Hercegowiny, Bułgarii, Chorwacji, Czarnogóry, Czech, Francji, Grecji, Macedonii Północnej, Niemiec, Polski, Rumunii, Serbii, Słowacji, Słowenii, Szwajcarii, Ukrainy, Węgier, Włoch.